# Unterelbesche Eisenbahngesellschaft
De Unterelbesche Eisenbahngesellschaft was een spoorwegonderneming in de toenmalige Provincie Hannover.

## Geschiedenis
De Belgische Société Belge de chemins de fer uit Brussel zou de in financiële moeilijkheden verkerende Cuxhavener Eisenbahn-Dampfschiff- und Hafenbau-Actiengesellschaft helpen bij de bouw van een spoorlijn naar Cuxhaven.
De Unterelbesche Eisenbahngesellschaft werd in 1879 door de Belgische Société Belge de chemins de fer uit Brussel opgericht.
De Unterelbesche Eisenbahngesellschaft bezat sinds 1885 ook de concessie voor de Dampfschiffslinien van Cuxhaven naar Helgoland en Norderney
De Preußische Staat kocht op 1 april 1890 die Unterelbesche Eisenbahngesellschaft.